# Miradouro da Ponta da Queimada
O Miradouro da Ponta da Queimada é um miradouro português localizado na localidade da Queimada, concelho de Velas, ilha de São Jorge, arquipélago dos Açores.
Este miradouro oferece a vista de uma paisagem que se estende desde a localidade da vila das Velas, por grande parte da costa Sul da ilha de São Jorge e do outro lado do Canal de São Jorge a ilha do Faial e a ilha do Pico.

## Referência
- Açores.com Miradouro da Ponta da Queimada